# Karl Magnusson (Eka)
Karl Magnusson (Ekaätten), död mellan 1467–1473, var en svensk riddare, häradshövding och riksråd. Son till Magnus Trottesson (Eka) och Märta Magnusdotter (Kase).

## Biografi
Karl Magnusson (Ekaätten) var son till Magnus Trottesson (Eka) och Märta Magnusdotter (Kase). Han nämns första gången 29 juni 1421 och var då myndig. Karl Magnusson blev mellan 1434–1440 häradshövding i Vaksala härad. Han blev riddare 1441 och var från 1449 riksråd. Han blev 18 mars 1453 hövitsman på Kastelholm. Karl Magnusson avled mellan 1467 och 1473.

### Egendom
Karl Magnusson hade Finsta i Skederids socken som sätesgård 3 februari 1447. Han ägde även jord i Bro härad, Hagunda härad, Lagunda härad och Åsunda härad, Färentuna härad och Torstuna härad i Uppland och Selebo härad i Södermanland.
Gård i Eka, Lillkyrka sn.

### Familj
Karl Magnusson  gifte sig senast 1441 med Birgitta Arentsdotter Pinnow, dotter till Arent Pinnow och Elin Andersdotter (Årby-ätten). De fick tillsammans barnen en dotter, riddaren och riksrådet Trotte Karlsson (Ekaätten) (död 1471) och riksrådet Måns Karlsson (Eka).